# Euchiloglanis nami
Euchiloglanis nami — вид сомоподібних риб родини Sisoridae. Описаний у 2023 році.

## Назва
Вид названо на честь в'єтнамського іхтіолога Чу Хоанга Нама.

## Поширення
Ендемік В'єтнаму. Мешкає у річці Гам у басейні річки Хонгха на півночі країни.